# Microlamia norfolkensis
Microlamia norfolkensis là một loài bọ cánh cứng trong họ Cerambycidae.